# Strada statale 82 della Valle del Liri
La strada statale 82 della Valle del Liri (SS 82), ora anche strada regionale 82 della Valle del Liri (SR 82) è un'importante strada statale e regionale italiana di collegamento interregionale che attraversa tutta la valle del Liri tra Abruzzo e Lazio.

## Percorso

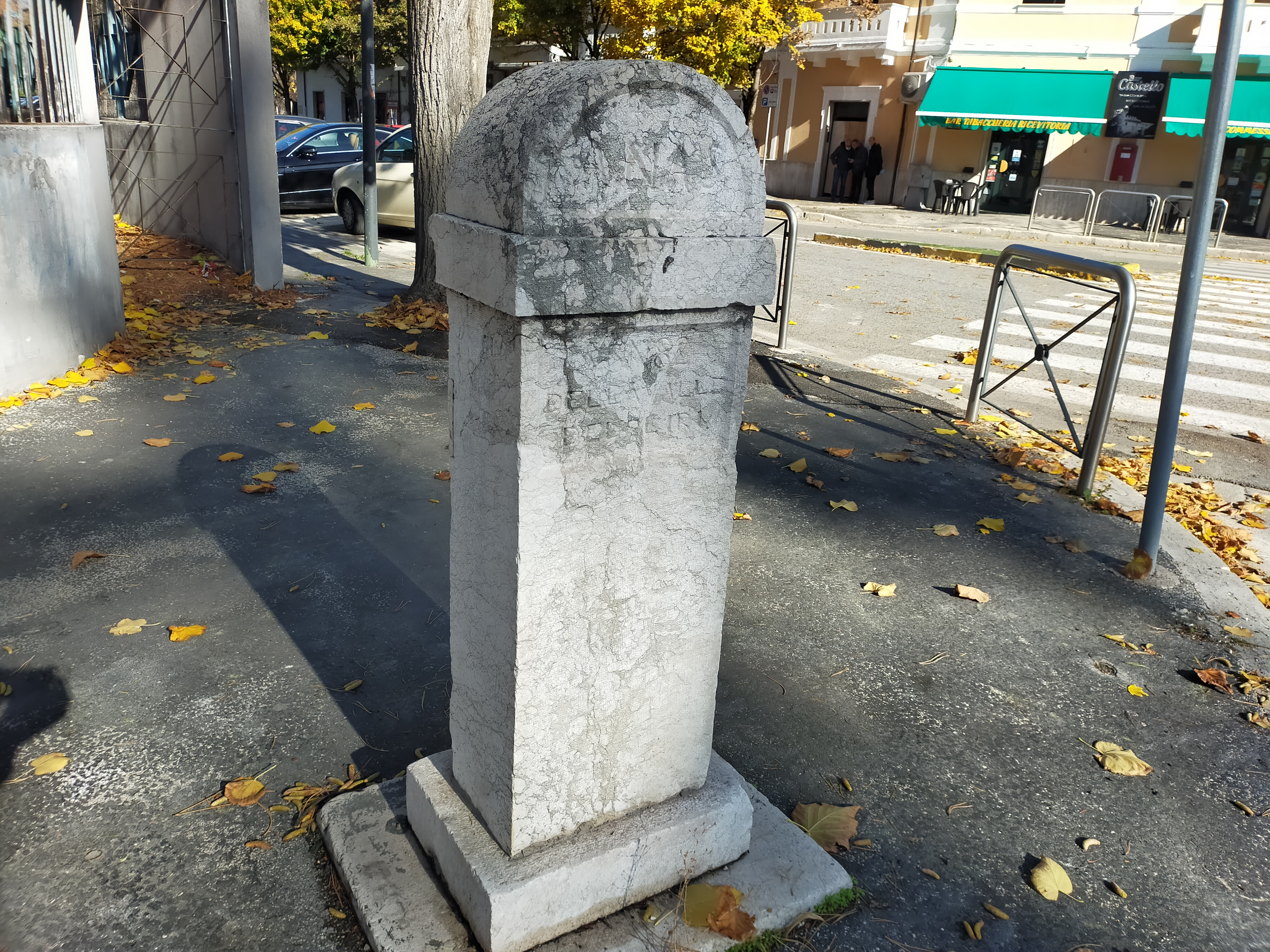
Cippo che indica l'inizio della strada

Ha inizio ad Avezzano, in Abruzzo presso la strada statale 5 Via Tiburtina Valeria, e, prima della realizzazione della nuova strada statale 690 Avezzano-Sora, era la via principale di collegamento per il frusinate e il Lazio meridionale. Uscita dall'abitato di Avezzano, la strada prosegue su un tracciato a scorrimento veloce affiancata per buona parte alla SS 690, toccando Capistrello, dopo il quale si entra nella valle del fiume Liri, Canistro, Civitella Roveto, Morino, Civita d'Antino, San Vincenzo Valle Roveto, Balsorano e le sue frazioni di Ridotti e Collepiano, ed entra nel Lazio dopo pochi chilometri.
Dopo il confine regionale, la strada prosegue ed arriva a Sora, sempre seguendo il corso del Liri; qui finisce il tratto a scorrimento veloce. Prosegue quindi verso sud toccando Isola del Liri, Fontana Liri, ed entra nel comune di Arce, dove incontra la strada statale 6 Via Casilina. Da qui la strada devia verso sudest e, dopo diversi km, tocca prima Ceprano con l'inizio del km 82,000 (sempre adiacente Via Casilina), poi San Giovanni Incarico, dove smette di scorrere a fianco del Liri, Pico ed entra quindi in provincia di Latina. Passa quindi per il territorio comunale di Campodimele, valica il Passo San Nicola, a 620 m s.l.m., su un tracciato abbastanza disagevole, e arriva quindi ad Itri, dove si immette sulla strada statale 7 Via Appia.
In seguito al decreto legislativo n. 112 del 1998, la gestione della tratta Avezzano-Arce è rimasta all'ANAS e dal 2002 la gestione della tratta Ceprano-Itri è passata dall'ANAS alla Regione Lazio che ha dato le competenze alla Provincia di Frosinone e alla Provincia di Latina. Dal 5 marzo 2007 anche la società Astral ha gestito il tale tratto.